# Luigi Volta

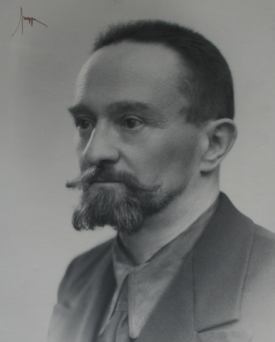
Luigi Volta

| (1107) Lictoria  | 30. März 1929     |
| (1115) Sabauda   | 13. Dezember 1928 |
| (1191) Alfaterna | 11. Februar 1931  |
| (1238) Predappia | 4. Februar 1932   |
| (1332) Marconia  | 9. Januar 1934    |

Luigi Volta (* 27. Juli 1876 in Como; † 7. Oktober 1952 in Mailand) war ein italienischer Astronom und Asteroidenentdecker.
1898 schloss er sein Studium der Mathematik an der Universität Pavia ab und arbeitete danach an den Sternwarten in Mailand, Turin und Heidelberg. 1925 wurde er zum Professor an der Universität Turin berufen und übernahm die Leitung des dortigen Observatoriums. Dort entdeckte er im Zeitraum von 1928 bis 1934 insgesamt 5 Asteroiden. 1941 wechselte er nach Mailand und übernahm die Leitung des Osservatorio Astronomico di Brera in Brera und Merate, bis er 1951 in Pension ging.
Volta war lange Jahre der Präsident der Italienischen Astronomischen Gesellschaft (Società Astronomica Italiana).

## Quelle
- Lutz D. Schmadel: Dictionary of Minor Planet Names. 5th ed. Springer, Berlin 2003, ISBN 3-540-00238-3 (engl.) [Voransicht bei Google Book Search]